# Imamura Yuki
Yuki Imamura (sinh ngày 11 tháng 7 năm 1976) là một cầu thủ bóng đá người Nhật Bản.

## Sự nghiệp câu lạc bộ
Yuki Imamura đã từng chơi cho Ventforet Kofu.